# Monte Alegre (Pará)
Pour les articles homonymes, voir Monte Alegre.
Monte Alegre est une commune appartenant à la microrégion de Santarém, située dans l’État du Pará au Brésil. Elle est voisine de la microrégion d'Almeirim à l'est, des communes de Alenquer à l'ouest, Santarém et Prainha au sud.